# Michele I d'Epiro

La frammentazione dell'impero bizantino dopo il 1204: l'impero latino (melone), l'impero di Nicea (grigio), l'impero di Trebisonda (rosa) e il despotato d'Epiro (verde scuro); i confini sono molto incerti, in più è anche rappresentata l'impero bulgaro (verde chiaro).

Michele I Ducas (... – Corfù, 1215) fu despota dell'Epiro. La zona dell'Epiro da lui governata era la vecchia provincia di Nicopoli.

## Nascita di uno stato
Dopo la caduta di Costantinopoli nel 1204, i cittadini Greci cercarono di radunarsi in alcune zone per difendersi dai Latini. Michele I colse l'occasione per porsi alla guida della città, prendendo con sé dei soldati a lui fedeli: difese dai Latini l'Epiro e, vedendo ciò, i cittadini Greci della Tessaglia e del Peloponneso si posero sotto la sua protezione.
Michele I venne considerato metaforicamente dai suoi sudditi come un secondo Noè in grado di dare riparo al popolo greco dall'alluvione dei Latini. La sua famiglia era peraltro di origine imperiale, come del resto quella di Isacco II Angelo e Alessio III Angelo, suoi cugini.

## Governo

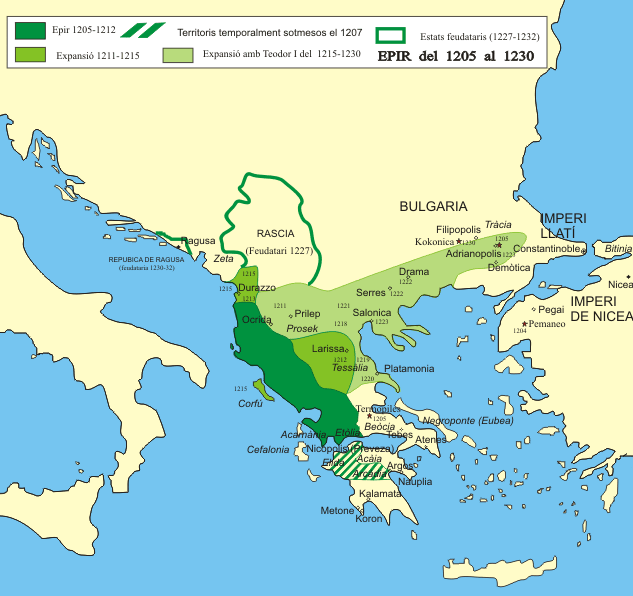
Il despotato d'Epiro dal 1205 fino al 1230.

Michele I chiese al vecchio patriarca di Costantinopoli, Giovanni Camatero, di essere riconosciuto come Imperatore Bizantino, ma tale riconoscimento non fu concesso: ad essere  riconosciuto come imperatore di Bisanzio fu invece Teodoro I Lascaris. In conseguenza di questo succedersi di eventi Michele I decise di lasciare la Chiesa ortodossa ed unirsi alla Chiesa cattolica.
Enrico di Fiandra domandò a Michele I fedeltà all'Impero latino, una fedeltà che ottenne attraverso il matrimonio della figlia di Michele I con suo fratello Eustachio (le nozze avvennero nel 1209). In realtà, Michele I non prestò poi molta fede a questa alleanza, confidando nella sua capacità di muoversi con sicurezza fra le impervie montagne, presupponendo che esse avrebbero fermato tutti i Latini con cui fosse venuto a conflitto.
Nel frattempo i parenti di Bonifacio fecero rivendicazioni sull'Epiro e Michele I, nel 1210, strinse un'alleanza coi Veneziani per attaccare l'Impero di Tessalonica in mano alla casata di Bonifacio I del Monferrato. Michele I si dimostrò disumano coi suoi prigionieri, arrivando a crocifiggere alcuni preti latini. Per tutta risposta, Papa Innocenzo III lo scomunicò. Enrico tornò in città in quell'anno e costrinse Michele I ad una nuova alleanza, sia pure solo  nominale.

## Fine
Il despota si dedicò invece a catturare altre città strategiche che erano in mano latina, come Larissa, Durazzo e Ocrida, e ad assicurarsi il controllo della via Ignazia per Costantinopoli. Prese inoltre controllo dei porti sul golfo di Corinto. Nel 1214 strappò Corfù ai Veneziani, ma fu ucciso l'anno seguente dal fratellastro Teodoro, che gli succedette al trono.

## Ascendenza
|                   |   |                   | Genitori          |  |  | Nonni |  |  | Bisnonni |  |  | Trisnonni |  |
|                   |   |                   |                   |  |  |       |  |  | …        |  |  | …         |  |
|                   |   |                   |                   |  |  |       |  |  | …        |  |  | …         |  |
|                   |   | …                 |                   |  |  |       |  |  | …        |  |  |           |  |
| Costantino Angelo |   |                   |                   |  |  |       |  |  | …        |  |  |           |  |
|                   |   | …                 | …                 |  |  |       |  |  |          |  |  |           |  |
|                   |   | …                 | …                 |  |  |       |  |  |          |  |  |           |  |
|                   |   | …                 | …                 |  |  |       |  |  |          |  |  |           |  |
| Giovanni Ducas    |   | …                 |                   |  |  |       |  |  |          |  |  |           |  |
|                   |   | Alessio I Comneno | Giovanni Comneno  |  |  |       |  |  |          |  |  |           |  |
|                   |   | Alessio I Comneno | Giovanni Comneno  |  |  |       |  |  |          |  |  |           |  |
|                   |   | Alessio I Comneno | Anna Dalassena    |  |  |       |  |  |          |  |  |           |  |
| Teodora Comnena   |   | Alessio I Comneno |                   |  |  |       |  |  |          |  |  |           |  |
|                   |   | Irene Ducaena     | Andronico Ducas   |  |  |       |  |  |          |  |  |           |  |
|                   |   | Irene Ducaena     | Andronico Ducas   |  |  |       |  |  |          |  |  |           |  |
|                   |   | Irene Ducaena     | Maria di Bulgaria |  |  |       |  |  |          |  |  |           |  |
| Michele I d'Epiro |   | Irene Ducaena     |                   |  |  |       |  |  |          |  |  |           |  |
|                   | … | …                 |                   |  |  |       |  |  |          |  |  |           |  |
|                   | … | …                 |                   |  |  |       |  |  |          |  |  |           |  |
|                   | … | …                 |                   |  |  |       |  |  |          |  |  |           |  |
| …                 | … |                   |                   |  |  |       |  |  |          |  |  |           |  |
|                   |   | …                 | …                 |  |  |       |  |  |          |  |  |           |  |
|                   |   | …                 | …                 |  |  |       |  |  |          |  |  |           |  |
|                   |   | …                 | …                 |  |  |       |  |  |          |  |  |           |  |
| …                 |   | …                 |                   |  |  |       |  |  |          |  |  |           |  |
|                   |   | …                 | …                 |  |  |       |  |  |          |  |  |           |  |
|                   |   | …                 | …                 |  |  |       |  |  |          |  |  |           |  |
|                   |   | …                 | …                 |  |  |       |  |  |          |  |  |           |  |
| …                 |   | …                 |                   |  |  |       |  |  |          |  |  |           |  |
|                   |   | …                 | …                 |  |  |       |  |  |          |  |  |           |  |
|                   |   | …                 | …                 |  |  |       |  |  |          |  |  |           |  |
|                   |   | …                 | …                 |  |  |       |  |  |          |  |  |           |  |
|                   |   | …                 |                   |  |  |       |  |  |          |  |  |           |  |